# Bouvier (uva)

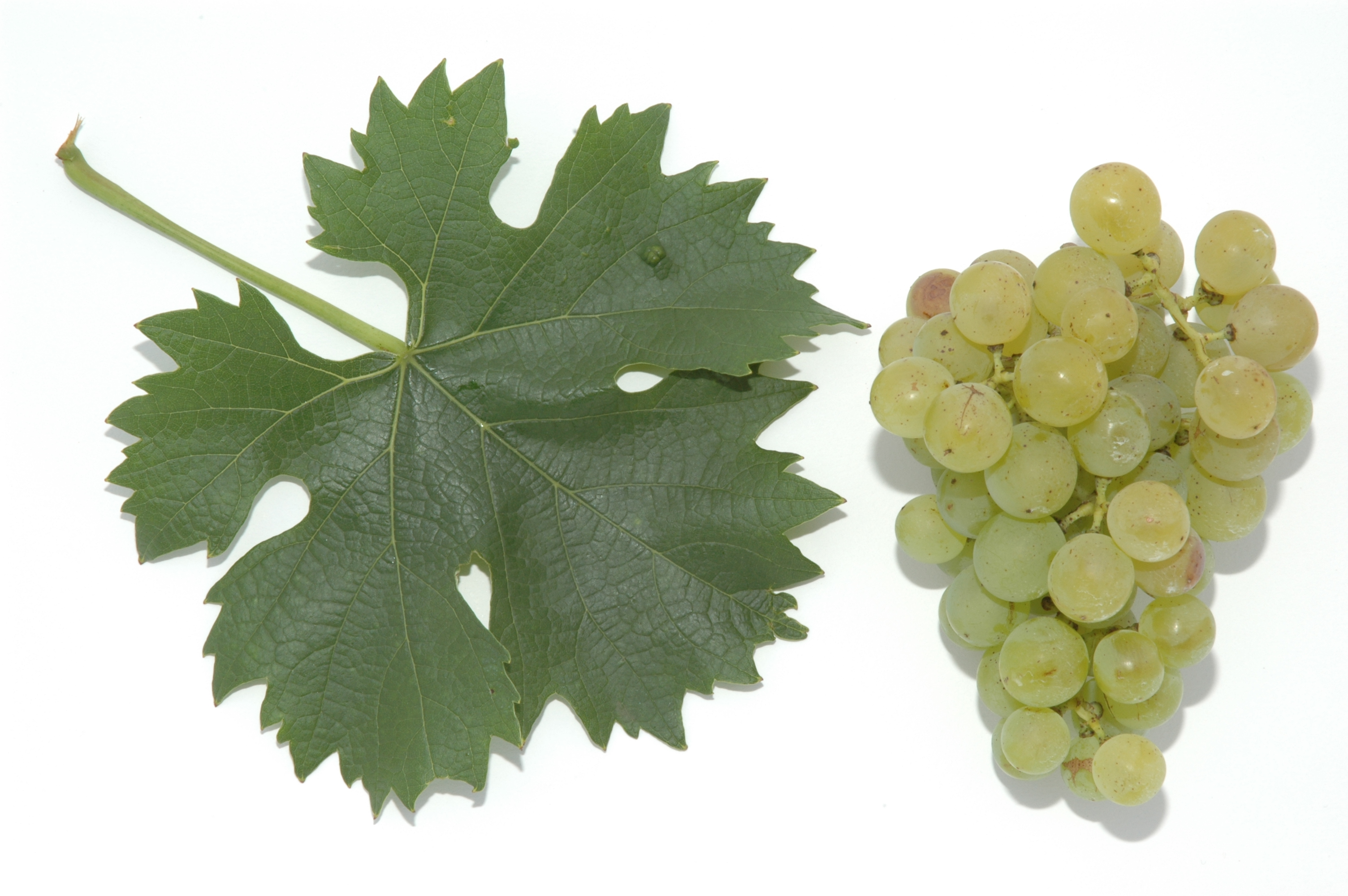
Uva Bouvier

La bouvier es una uva blanca de vino plantada sobre todo en Centroeuropa y en Europa del Este. Hay algunas plantaciones en Alemania, Austria, Hungría, Eslovaquia y Eslovenia, donde también es conocida como ranina.
La bouvier madura muy pronto. Es resistente a la escarcha y da rendimientos bajos. Sus vinos son de color amarillo dorado, de sabor suave y aroma a moscatel.
La bouvier es usada sobre todo para producir sturm (un mosto estacional semi-fermentado) y vinos embotellados jóvenes.

## Historia y origen
El propietario de viñedos Clotar Bouvier (1853–1930) descubrió una vid de esta variedad en su viñedo de Herzogburg, Ober-Radkersburg (en la actual Eslovenia) en el 1900.
Usó esta vid como base para criar otras vides y, tras varios años de selección, comenzó a venderla, divulgándola mucho por Austria-Hungría. El perfil de ADN ha revelado que la bouvier es un cruce (probablemente producido en la naturaleza) entre una uva pinot (que puede haber sido pinot noir, pinot gris o pinot blanc) y otra variedad no identificada. Esta variedad no identificada posiblemente sea una moscatel de grano menudo según el Vitis International Variety Catalogue.
En 1963  los viticultures László Bereznai y József Csizmazia, del centro de viticultura  Kölyuktetö de Eger, cruzaron una Bouvier una Eger 2 (descendiente de la Villard blanc) para producir la uva de vino húngara bianca.

## Regiones
En Austria había 365 ha de esta variedad en 1999. En Alemania, había 31 ha de Bouvier en 2004.

## Sinónimos
La bouvier también es conocida como bela ranina, bela ranka, boouvierovo grozno, bouvier blanc, bouvier précoce, bouvier trante weisse, Bouvier traube weisse, bouvierov hrozen, bouvierova ranina, bouvierovo grozno, bouvierovo hrozno, bouvierovo ranina, bouvierrebe, bouviertraube, bouviertraube weisse, bouvieruv hrozen, bouvijejeva ranka, bouvijeorva ranina, bouvijerova ranka, bovije, buveleova ranka, buvie, buvierov hrozen, buvije, buvijeova ranina, buvijeova ranka, buvijeva ranka, buvileova ranka, chasselas Bouvier, findling, kimmig KP 1, précoce de Bouvier, précoce de Bouvier bianco, précoce de Bouvier blanc, précoce di Bouvier bianco, radgonska ranina, radgonska ranina bijela, ragdonska ranina bela, ranina, ranina bela, ranka y sasla buvije.